# 比巴斯一家綁架案
東歐夏令時間2023年10月7日，尼爾奧茲襲擊（這宗襲擊是2023年哈馬斯襲擊以色列的一部份，並引發以色列—哈馬斯戰爭）期間，巴勒斯坦武裝分子闖入以色列南部區的尼爾奧茲基布茲，綁架比巴斯一家（希伯來語：בִּיבָּס）。這個家庭擁有以色列、阿根廷和德國的多重國籍，包括34歲的丈夫雅爾登（希伯來語：יַרְדֵּן）、32歲的妻子希里（希伯來語：שִׁירִי）、4歲的兒子阿列爾（希伯來語：אֲרִיאֵל）以及9個月大的兒子克菲爾（希伯來語：כְּפִיר）。他們全被劫持至加沙地帶，其中雅爾登·比巴斯由哈馬斯扣押，而希里與兩名年幼的孩子則被另一支武裝組織「沙漠之主」關押。作為哈馬斯襲擊以色列中最年幼的人質，阿列爾與克菲爾·比巴斯成為以色列—哈馬斯戰爭人質危機的象徵。
希里‧比巴斯的父母——荷西·路易斯·「尤西」·席爾伯曼與瑪吉特‧施奈德‧席爾伯曼在尼爾奧茲襲擊中喪生。2023年底，哈馬斯聲稱希里與她的孩子在以色列的空襲中喪命，並於11月30日（停火協議最後一天）提出歸還遺體，但以色列拒絕，要求優先釋放所有倖存的女性人質。以色列並未證實希里與其子女的死訊，但對他們的安危表示嚴重關切。2025年2月1日，作為新停火協議的一部分，哈馬斯釋放雅爾登‧比巴斯，確認其仍然在世。2月20日，哈馬斯移交三具棺槨，稱裡面裝有「希里」與她的孩子，但以色列透過DNA檢測確認，其中僅有阿列爾與克菲爾的遺骸，另一具女性遺體屬於身份不明的巴勒斯坦女子。以色列當局指責哈馬斯違反停火協議，要求歸還希里的遺體。哈馬斯於2月21日晚間再次移交一具遺體，經DNA檢測確認為希里·比巴斯。比巴斯家族三名遇難成員的遺體將於2月26日舉行私人家族葬禮，地點在佐哈爾，家屬要求政府官員不出席。阿根廷總統哈維爾·米萊宣佈全國哀悼兩天。
關於希里·比巴斯及其子女的死因，以色列與哈馬斯各執一詞。哈馬斯聲稱他們死於以色列的空襲，而以色列國家法醫研究所主任陳·庫格爾則指出，檢驗結果顯示遺體上「沒有爆炸傷痕」。以色列方面進一步指控，希里·比巴斯遭到「殘忍殺害」，而她的孩子則於2023年11月「被徒手殺害」。以色列國防軍發言人丹尼爾·哈加里表示，以色列已將相關證據提供給國際合作夥伴以供查證。哈馬斯則否認這些指控，稱之為「毫無根據的謊言與捏造」。

## 綁架

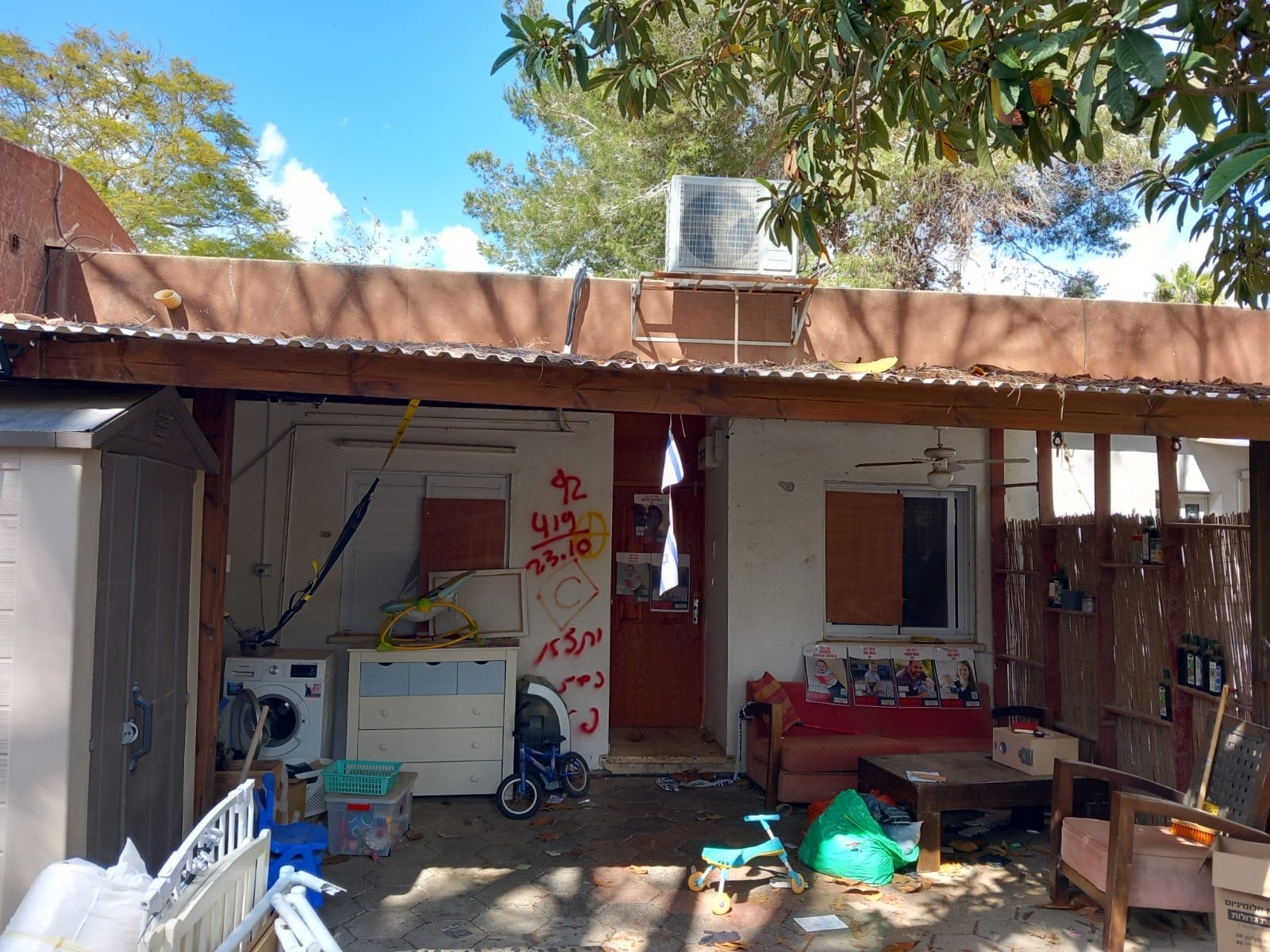
比巴斯一家被綁架前的住處

在襲擊發生前，比巴斯一家曾考慮搬遷至戈蘭高地，因為他們對鄰近加沙及持續不斷的火箭彈襲擊感到厭倦與恐懼。
襲擊當天，雅爾登·比巴斯曾與妹妹保持聯繫，向她通報尼爾奧茲基布茲及周邊的戰況。清晨6時30分左右，他發送訊息提及火箭襲擊，隨後又說武裝分子已闖入基布茲，並擔心孩子們不知道如何保持安靜。大約9時45分，他簡短發送「他們進來了」，而稍早前，他曾向家人傳訊「我愛你」。據報導指，雅爾登最初以為火箭襲擊「只是又一次的轟炸」，並因對方持有自動武器而猶豫是否使用家中的槍械。
在襲擊過程中的某個時刻，雅爾登離開家中的安全室，據說是想吸引武裝分子的注意力，以試圖拯救妻子與孩子。然而，他隨即與家人分開遭到俘虜。
這個家庭的影像在網上廣為流傳，例如一段影片顯示希里抱著她紅髮的孩子，滿臉驚恐，被武裝分子包圍。此外，後來發現的多張照片顯示，當天雅爾登頭部流血，並被綁架者押走。
希里的父親荷西‧路易斯‧席爾伯曼及其妻子瑪吉特‧施奈德‧席爾伯曼當時也一度被認為失蹤。瑪吉特在1970年代自秘魯移居以色列，荷西‧路易斯則原籍阿根廷，兩人皆為60多歲。他們後來被發現遇害，並於10月21日正式確認死亡。希里與兩名孩子據稱擁有以色列與德國雙重國籍。
以色列表示，這個家庭是被一個名為「沙漠之主」的巴勒斯坦武裝組織綁架，以色列並擔憂希里與孩子可能已被轉移至加沙的另一支武裝團體——巴勒斯坦聖戰者運動旗下的聖戰旅。

## 囚禁期間
2023年11月29日，哈馬斯的武裝派別卡桑旅聲稱，希里與她的孩子已在以色列對加沙的轟炸中喪生。然而，以色列表示，這一說法尚未獲得證實，可能是哈馬斯心理戰的一部分
。以色列國防軍發言人則指出，以軍不認為這對母子仍在哈馬斯手中，但始終未指明另一個涉案組織，只稱其為「另一個團體」。在雅爾登獲釋後，該組織被確認為聖戰旅。
2024年9月，一名獲釋的人質表示，在加沙地道內被囚禁期間，她曾見到雅爾登與另一名人質奧費爾·卡爾德隆被關押在籠內，並與他們短暫交談。
當雅爾登獲釋時，他的體重已減輕15（33磅）。他向以色列當局透露，在囚禁期間，他曾被長時間剝奪食物，甚至有些日子完全沒有進食。以色列的批評者則認為，這與以色列對加沙的封鎖及加沙境內的糧食短缺有關。一名獲釋的女性人質則回憶，她曾被迫目睹囚禁者進食，而自己則被剝奪食物與飲水。
大部分時間裡，雅爾登都被單獨關押在地下牢房內，鮮少見到陽光。他僅在用餐時獲准與其他人質見面。他曾要求與一名在囚禁期間偶遇的老友關押在一起，但遭到拒絕。此外，他據稱還透露，自己被迫穿著「長袍」。
雅爾登多次向囚禁者詢問家人的情況。在一次對話中，囚禁者告訴他，他的家人成功逃離，並已在特拉維夫現身。然而，在另一情況下，看守者要求一名女性人質告知他家人已經遇害，該女性人質拒絕後，看守者轉而強迫一名男性人質告知他此事。哈馬斯錄下雅爾登得知家人消息後崩潰痛哭的畫面，並拍攝他批評以色列總理本雅明·內塔尼亞胡的片段。

## 爭取人質獲釋
2023年10月7日，哈馬斯副領袖薩利赫·阿魯里表示，巴勒斯坦武裝分子綁架以色列人質，目的是迫使以色列釋放數千名巴勒斯坦囚犯，其中包括200名女性與兒童。10月9日，哈馬斯提出，只要以色列軍隊不進入加沙，他們就願意釋放所有平民人質，但以色列政府拒絕這項提議。10月17日，哈馬斯官員再次聲稱，只要以色列停止轟炸加沙地帶，他們就願意釋放所有平民人質，但軍人不在釋放範圍內。10月19日，人權觀察批評哈馬斯將人質當作談判籌碼，強調「無論是成人還是兒童，平民都不應該被用來交換條件」。
2023年11月22日，以色列與哈馬斯達成協議，雙方同意以150名巴勒斯坦女性與兒童換取50名以色列女性與兒童。然而，希里與她的孩子並未在這次交換中獲釋。11月29日，哈馬斯的武裝派別卡桑旅宣稱，希里與她的孩子在以色列對加沙的轟炸中身亡。12月1日，以色列政府表示，這違反雙方停火協議，並在此後的日子裡，受害者家屬發起行動，呼籲釋放仍被囚禁的家人。
2023年12月1日，哈馬斯提出釋放雅爾登，並歸還希里與兩名兒童的遺體，但以色列拒絕回應，稱不會對哈馬斯的宣傳發表評論。以色列官員與阿拉伯外交人士證實這項提議，但以色列政府的立場是，必須先釋放仍在世的女性人質，而非遺體。同日，哈馬斯聲稱，希里與她的孩子是在停火生效前死於以色列的空襲。以色列國防軍則回應：「哈馬斯對所有人質的安全負有全部責任。」
比巴斯一家的表親曾請求與美國總統祖·拜登、埃及總統阿卜杜勒-法塔赫·塞西及卡塔爾埃米爾塔米姆·本·哈邁德·阿勒薩尼對話，請求協助釋放家族成員。他還提到，他們正在與阿根廷政府合作，以尋求支持。
2023年12月，以色列外交部部長埃利·科恩表示，以色列各國使領館要麼在建築物上點亮橙色燈光，要麼展示這家人的照片，以提高關注度，並與光明節的第一夜點燈活動同步。
2024年1月，克菲爾即將迎來1歲生日，家族成員於1月18日舉辦活動，數百人聚集在特拉維夫人質廣場，現場由以色列兒童音樂明星表演，許多人穿著橙色，以象徵兩名孩子的紅髮。同週，克菲爾的照片也出現在以色列總統艾薩克·赫爾佐格於世界經濟論壇上的講台背景中。2月19日，以色列國防軍發佈影片，聲稱畫面顯示比巴斯家族的成員出現在汗尤尼斯。
2024年8月，在荷蘭蒂爾堡舉行的「紅髮日」活動中，比巴斯一家成員呼籲參與者關注比巴斯兄弟的處境，並提高對人質議題的關注度。

## 釋放與遺體歸還
2025年1月，在以色列—哈馬斯停火與囚犯交換期間，尚未宣布雅爾登將被納入交換名單時，一個支持比巴斯一家的團體發起行動，呼籲民眾穿上橙色衣物以表達支持。以色列政府則在1月29日要求哈馬斯提供希里及其子女的狀況資訊。

### 雅爾登·比巴斯獲釋

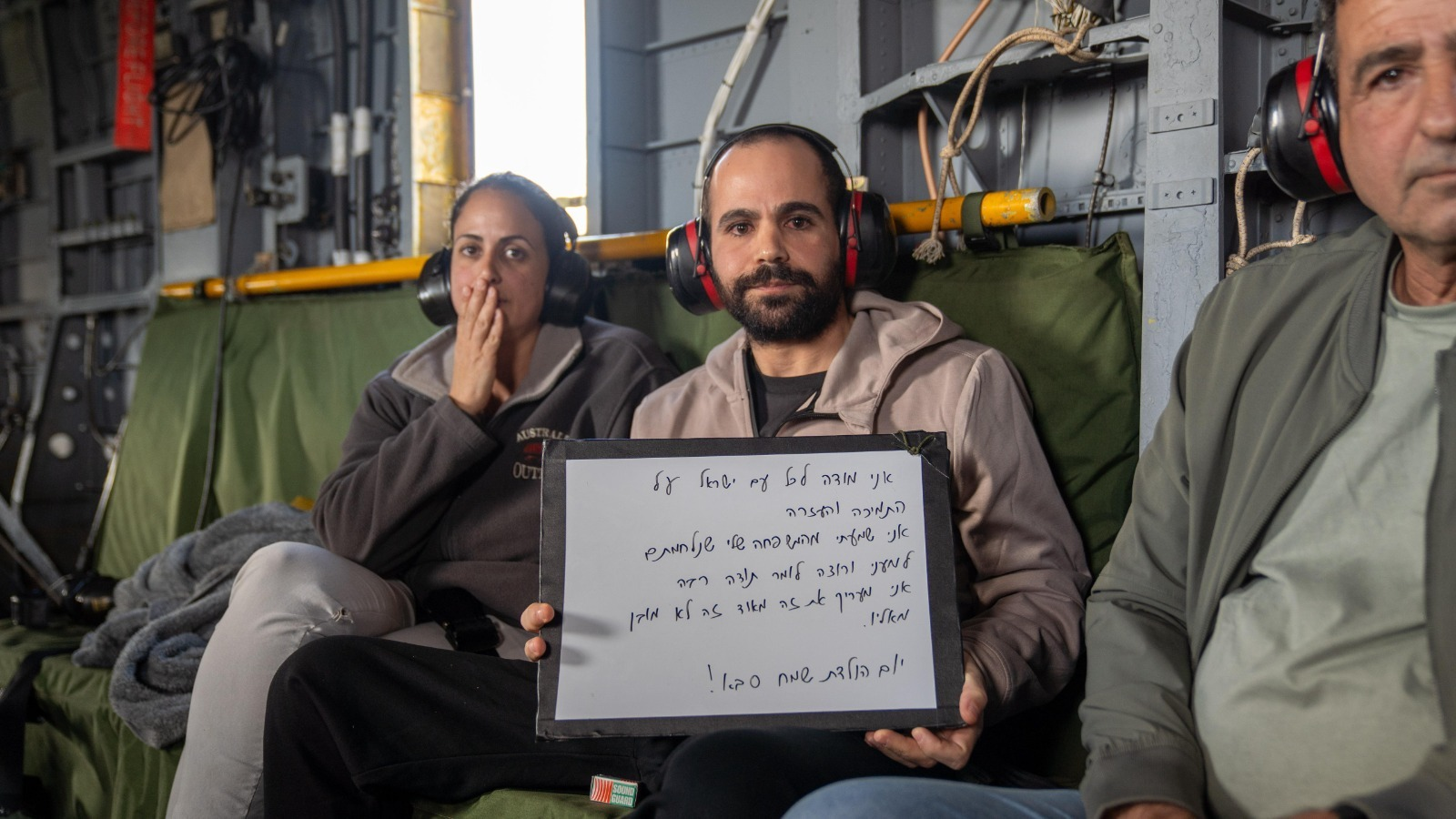
2025年2月，被哈馬斯從加沙釋放的雅登·比巴斯在直升機上。白板上寫「我感謝所有以色列人民的支持和幫助。我從家人那裡聽說你們為我而戰，我想對你們說聲謝謝。我深表感激。這不是不言而喻的。爺爺，生日快樂！」

2025年1月31日，哈馬斯宣佈將於2月1日釋放雅爾登，作為第四輪人質交換的一部分。然而，雅爾登的妻子與兩名孩子仍未獲釋，他們原本應在先前幾輪交換中被優先釋放。

### 歸還希里、阿列爾與克菲爾的遺體

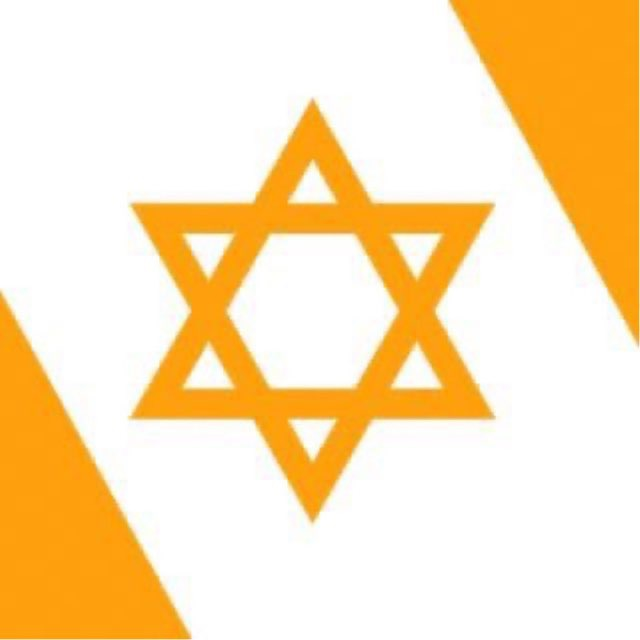
以色列政府發佈的一張圖片，其中以色列國旗被塗成橙色，以紀念擁有橙髮的比巴斯兄弟。

2025年2月18日，哈馬斯發言人表示，將於2月20日歸還4名人質的遺體，其中包括比巴斯一家的成員。
2月20日，哈馬斯歸還4具遺體，包括阿列爾、克菲爾、「希里」與另一名在尼爾奧茲襲擊中遭綁架的人質奧代德·利夫希茨，但以色列國家法醫研究所檢驗後發現，其中一具遺體並非希里，也非任何失蹤的以色列人質。哈馬斯承認可能出錯，並將原因歸咎於以色列的轟炸。針對比巴斯兄弟的死因，哈馬斯稱他們死於以色列空襲，而以色列則表示法醫證據顯示他們遭「徒手殺害」，但雙方均未提供確切證據。《衛報》亦指出，以色列的指控尚未獲得獨立證實。
遺體交接過程分為兩個步驟。第一步，哈馬斯將4具裹著黑布並貼有姓名與照片標籤的棺木，送至汗尤尼斯的一個舞台，擺放在一張大型海報前。海報上描繪內塔尼亞胡為吸血鬼，並顯示4名死者的照片，指責內塔尼亞胡與以色列應對其死亡負責，並在棺木旁展示以色列的彈藥殘骸。第二步，當紅十字會將棺木移交給以色列國防軍時，一名猶太教拉比舉行儀式，之後棺木被覆上以色列國旗運往以色列。當靈柩車隊行經加沙邊界附近時，以色列民眾沿途聚集致敬，並在人質廣場舉行集會。
棺木交給以色列時被鎖住，且未提供鑰匙。以色列當局在打開棺木後，發現其中夾帶哈馬斯的宣傳物，並認為這是對死者「神聖性的褻瀆」，因此向協調停火協議的埃及、卡塔爾與美國提出抗議。
內塔尼亞胡指控哈馬斯違反停火與囚犯交換協議，因為其中一具聲稱屬於希里的遺體，實際上並不屬於她。哈馬斯則回應，強調其「嚴肅且全面履行所有義務」，並承諾持續遵守協議。同時，哈馬斯要求以色列歸還裝在「希里·比巴斯」棺木中的巴勒斯坦女性遺體。
至此，比巴斯兄弟成為最後獲釋的以色列兒童，而希里則是最後一名尚未確認死亡的女性人質。

## 反應
雅爾登獲釋後，比巴斯家族發表聲明：「我們四分之一的心回來了……但這個家依舊不完整。」他們同時感謝以色列民眾的關心與支持，並表示儘管雅爾登體重大幅下降，但他的精神狀況良好，身體也相對穩定。
在阿列爾與克菲爾的遺體被歸還後，以色列總統赫爾佐格發表聲明，形容「整個國家的心都已破碎」，並向兩名孩童致意，低頭請求原諒，因未能保護他們或讓他們平安歸來。

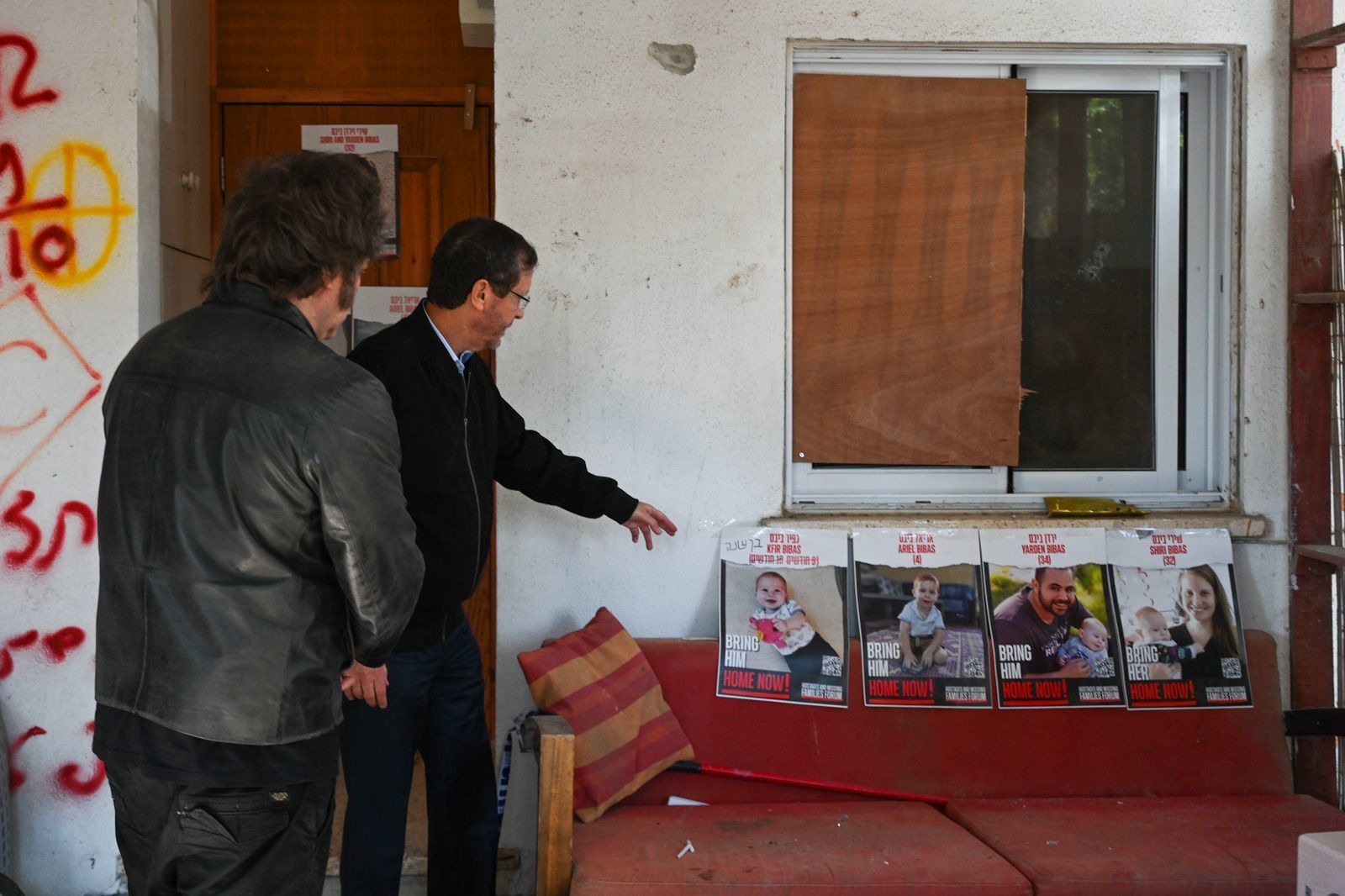
2024年2月，以色列總統赫爾佐格與阿根廷總統米萊參訪比巴斯一家故居

由於比巴斯兄弟擁有阿根廷國籍，阿根廷總統米萊宣佈自2月20日起全國哀悼兩日。阿根廷人權委員會主席薩布麗娜·阿赫梅切特則發表聲明：「兩名阿根廷嬰兒被哈馬斯恐怖主義殺害。我不希望未來還有人說，以色列與加沙發生的事與阿根廷人無關。」
布宜諾斯艾利斯市議員亞米爾·桑托羅提議將「巴勒斯坦街」改名為「比巴斯一家街」，米萊表達支持，但部分人士建議以重新命名公園來紀念，而非更改街道名稱。
阿拉伯裔以色列人團體「Atidna」譴責哈馬斯殺害希里與其子女，形容這是「無法辯護的野蠻行為」。該組織呼籲阿拉伯裔以色列政治領袖公開譴責恐怖主義，強調「在這關鍵時刻，沉默不是選項——我們作為領袖與社會的一部分，必須明確且堅定地反對謀殺與恐怖行為」，並宣佈將參與比巴斯一家的葬禮，以示聲援：「我們將以同一個聲音宣告：拒絕恐怖，拒絕謀殺，支持生命與人道精神。」

## 與事件相關的藝術作品
- 比巴斯一家，特拉維夫街頭藝術比巴斯一家，特拉維夫街頭藝術
- 克菲爾·比巴斯，特拉維夫街頭藝術克菲爾·比巴斯，特拉維夫街頭藝術
- 阿列爾·比巴斯，特拉維夫街頭藝術阿列爾·比巴斯，特拉維夫街頭藝術
- 希里與兒子們，海法街頭藝術希里與兒子們，海法街頭藝術
- 比巴斯兄弟，阿什杜德街頭藝術比巴斯兄弟，阿什杜德街頭藝術
- 興祝克菲爾·比巴斯一歲生日，特拉維夫街頭藝術興祝克菲爾·比巴斯一歲生日，特拉維夫街頭藝術

- 雕塑再現綁架過程中被綁架者隨身攝影機拍攝的一幀。
- 在人質廣場舉行的世界猶太復國主義組織展覽上，希里抱著她兩個孩子的海報[b]。
- 克菲爾·比巴斯身陷囹圄[c]
- 哈比瑪廣場咖啡店裡為比巴斯一家預留的一張桌子。

## 外部鏈接
- 维基共享资源上的相關多媒體資源：比巴斯一家綁架案